# The Twilights
The Twilights est un groupe australien de rock actif dans les années 1960.
Fondé en 1964 à Adélaïde, il s'illustre d'abord dans le genre beat sous l'influence des artistes de la British Invasion. Son plus grand succès est le single Needle in a Haystack (1966), une reprise des Velvelettes. Après un séjour en Angleterre au tournant de l'année 1967, sa musique acquiert des accents psychédéliques, mais le public n'est plus au rendez-vous et le groupe se sépare en 1969.

## Histoire

### Origines (1964-1965)
The Twilights est issu de la fusion de deux groupes d'Adélaïde. Ses deux chanteurs, Clem McCartney, dit « Paddy » (il est natif d'Irlande), et Glenn Shorrock (en) (originaire d'Angleterre), proviennent du quatuor vocal The Checkmates, tandis que le batteur Frank Barnard, le bassiste John Bywaters et les guitaristes Peter Brideoake (en) et Kevin Peek (en) formaient The Hurricanes, un quatuor instrumental influencé par les Shadows. Comme d'autres groupes australiens de l'époque, ils ont décidé de se lancer dans la musique beat après le succès de la tournée australienne (en) des Beatles en 1964. Peek est rapidement remplacé par Terry Britten, un autre Anglais.
Le groupe signe chez EMI et publie ses premiers singles en 1965 : I'll Be Where You Are, une composition originale signée Shorrock et Britten, puis Come On Home, une reprise des Hollies. Ils connaissent un certain succès à Adélaïde, mais guère dans le reste de l'Australie. Ce sont les seuls disques des Twilights sur lesquels joue Frank Barnard, remplacé avant la fin de l'année par Laurie Pryor. Avec son arrivée, le groupe trouve sa formation définitive.

### Succès (1966-1967)
L'imprésario des Twilights, Gary Spry, les incite à déménager à Melbourne pour s'y faire connaître. La capitale du Victoria abrite alors la scène pop la plus active du pays. Le groupe s'y produit régulièrement dans des boîtes de nuit comme le Pinocchio's ou l'Opus et ses ventes en bénéficient. Les 45 tours If She Finds Out, Baby Let Me Take You Home (en) et Bad Boy réalisent de bonnes performances dans les charts régionaux.
C'est avec la reprise de Needle in a Haystack des Velvelettes que les Twilights connaissent leur plus gros succès : le single se classe en tête des ventes à Melbourne en septembre 1966. Quelques mois plus tard, en décembre, sort le premier 33 tours du groupe. Simplement intitulé The Twilights, il se compose principalement de reprises de morceaux de rhythm and blues (Diddy Wah Diddy de Willie Dixon, I'm Not Talking de Mose Allison) et de chansons de groupes de la British Invasion (Satisfaction des Rolling Stones, La-La-La Lies des Who). 
Vainqueurs du concours Hoadley's Battle of the Sounds (en), les membres des Twilights ont gagné une croisière tous frais payés à destination de Londres. Il séjournent ainsi en Angleterre de septembre 1966 à février 1967. Durant cette période, ils ont l'occasion de se produire au Cavern Club de Liverpool et d'enregistrer quelques chansons aux studios EMI sous la houlette de Norman Smith, l'ingénieur du son attitré des Beatles. Ces chansons forment les singles suivants du groupe : What's Wrong with the Way I Live, composée spécialement pour les Twilights par Allan Clarke, Graham Nash et Tony Hicks des Hollies, et Young Girl, une composition originale de Laurie Pryor.

### Déclin et séparation (1968-1969)
Le séjour britannique des Twilights a une influence profonde sur leur musique, qui se pare d'accents psychédéliques. Sur scène, ils jouent dans leur intégralité les albums Sgt. Pepper's Lonely Hearts Club Band des Beatles et Ogdens' Nut Gone Flake des Small Faces, et ils ont recours à des instruments exotiques comme le sitar sur leurs disques,.
L'année 1968 voit les Twilights travailler sur un projet de sitcom qui présenterait une version fictive de la vie des membres du groupe, sur le modèle des Monkees. Un pilote (télévision) est tourné avec l'actrice Mary Hardy (en) et le chanteur Ronnie Burns (en), mais le projet est abandonné à la suite du retrait de son principal bailleur de fonds, le constructeur automobile Ford Australia. N'en reste que le titre, Once Upon a Twilight..., qui devient celui du deuxième album des Twilights, presque entièrement écrit et composé par Terry Britten. Sorti en juin 1968, c'est un échec commercial, tout comme les trois singles que publie le groupe cette année-là.
Afin de raviver l'intérêt du public, les Twilights tentent d'intégrer un élément humoristique dans leurs performances scéniques. Glenn Shorrock se déguise ainsi en Superdroop, un superhéros atteint d'obésité. Alors qu'un nouveau voyage au Royaume-Uni est envisagé, Laurie Pryor annonce son départ du groupe. Les Twilights se séparent en février 1969 après un ultime concert au Trocadero de Sydney.,.

### Postérité
Glenn Shorrock part fonder Axiom, puis rejoint Mississippi et fonde ensuite Little River Band, l'un des premiers groupes australiens à percer aux États-Unis. Terry Britten devient quant à lui un auteur-compositeur à succès pour Cliff Richard, Olivia Newton-John et surtout Tina Turner.
Le premier guitariste des Twilights, Kevin Peek, fait partie des membres fondateurs du groupe de jazz fusion Sky. Il meurt des suites d'un cancer de la peau le 11 février 2013.

## Membres
- Paddy McCartney : chant (1964-1969)
- Glenn Shorrock (en) : chant (1964-1969)
- Kevin Peek (en) : guitare solo (1964)
- Terry Britten : guitare solo, chant (1964-1969)
- Peter Brideoake (en) : guitare rythmique, chœurs (1964-1969)
- John Bywaters : basse (1964-1969)
- Frank Barnard : batterie (1964-1965)
- Laurie Pryor : batterie (1965-1969)

## Discographie

### Album en concert
- 1983 : Twilight Time (Raven)

### Compilations
- 1969 : Best of the Twilights (EMI / HMV)
- 1978 : The Way They Played (EMI / Raven)

### Singles
- 1965 : I'll Be Where You Are / I Don't Know Where The Wind Will Blow Me
- 1965 : Come On Home / Wanted to Sell
- 1966 : If She Finds Out / John Hardy
- 1966 : Baby Let Me Take You Home (en) / You've Really Got a Hold on Me
- 1966 : Bad Boy / It's Dark
- 1966 : Needle in a Haystack / I Won't Be the Same Without Her
- 1966 : You Got Soul / Yes I Will
- 1967 : What's Wrong with the Way I Live / 9.50
- 1967 : Young Girl / Time and Motion Study Man
- 1967 : Cathy Come Home / The Way They Play
- 1968 : Always / What a Silly Thing to Do
- 1968 : Tell Me Goodbye / Comin' On Down
- 1968 : Sand in the Sandwiches / Lotus